# Klisuitbreekkommetje
Het klisuitbreekkommetje (Pyrenopeziza inornata) is een schimmel behorend tot de familie Ploettnerulaceae. Het komt voor in ruigtevegetatie en op vuilnisbelten. Het groeit op stengels van kruidachtige planten en komt voor op ruige vegetaties en vuilnisbelten.

## Verspreiding
Het klisuitbreekkommetje is een Europese soort. In Nederland komt het zeer zeldzaam voor.